# Yorkman Tello
Yorkman Tello (Lima, Provincia de Lima, Perú, 21 de julio de 1989) es un futbolista peruano. Juega como mediocentro y su equipo actual es el Deportivo Binacional de la Liga 1.

## Trayectoria

### Cochahuayco y Unicachi
Tello inició su trayectoria en el año 2008 cuando debutó en la Segunda División del Perú con el América Cochahuayco, equipo filial de Universitario de Deportes. En 2011 pasó a formar parte del Alianza Unicachi, que por primera vez integraba la segunda división tras su paso anterior por la Copa Perú. Tello llegó a Unicachi gracias a Jorge Ágapo Gonzales, entrenador durante su etapa en Cochahuayco que ahora asumía la conducción de este equipo. El 8 de mayo de 2011 debutó con Unicachi en la victoria por 2-0 sobre Hijos de Acosvinchos y 10 días después anotó su primer gol en el empate 1-1 ante Alfonso Ugarte por la fase preliminar del Torneo Intermedio 2011, partido que después ganaron por penales. 

### Atlético Minero y Alfonso Ugarte
En 2012 llegó a otro club de la segunda división peruana: el Atlético Minero, donde estuvo tres temporadas, debutando el 20 de mayo de 2012 en la derrota por 1-0 ante Atlético Torino. En la siguiente temporada anotó su primer gol con el club en la victoria por 2-0 sobre Deportivo Coopsol. En total acumuló dos goles en 60 cotejos con el club de Matucana.
En 2015 pasó a las filas del club Deportivo Binacional de Puno que disputaba la Copa Perú. Con este equipo salió campeón de la Liga Provincial de Chucuito, pero quedando eliminados en la primera fase de la Etapa Departamental de Puno 2015. A partir de agosto de 2015, Tello reforzó momentáneamente a otro club de Puno: Alfonso Ugarte, que se había retirado de la segunda división para disputar la Copa Perú 2015. Con este equipo disputó la primera fase de la etapa nacional, quedando sin opciones de avanzar a la segunda parte del campeonato.

### Binacional
Al año siguiente, Tello, volvió a Deportivo Binacional, que en 2016 empezó a formar parte de la liga distrital de Paucarpata en Arequipa. Ese año Binacional arrasó en la liga distrital, saliendo campeón también de la etapa provincial y siendo subcampeón de la etapa departamental, clasificando a las fases finales de la Copa Perú 2016. El club llegó a disputar la finalísima, sin embargo no pudo ascender a la primera división peruana.
Gracias a la tercera posición de la finalísima 2016, Binacional empezó su participación en la Copa Perú 2017 a partir de la primera fase de la etapa departamental, sin pasar por la etapa distrital ni provincial. Binacional hizo una excelente campaña ese año, proclamándose campeón del torneo y ascendiendo a primera división para el siguiente año.
Tello se mantuvo en el equipo, debutando en primera división en la primera fecha del Torneo de Verano, la cual se disputó el 3 de febrero, en la cual cayeron por 2-0 ante Cantolao. El 7 de noviembre marcó su primer gol en el Campeonato Descentralizado en la victoria por 2-1 sobre Sport Boys. Binacional redondeó una buena campaña en su primera experiencia en primera división, clasificando incluso a la Copa Sudamericana 2019.
El 3 de abril de 2019 debutó en un torneo internacional frente a Independiente en Argentina por la Copa Sudamericana, sin embargo Binacional cayó derrotado 4-1. A menudo jugando como titular en el mediocampo junto a Edson Aubert, ayudó a su equipo a salir campeón del Torneo Apertura 2019, el primer torneo de primera división de Binacional en su historia. Asentado como pieza clave en el mediocampo del conjunto del sur, se proclamó campeón nacional tras golear 4-1 a Alianza Lima en Juliaca y perder 2-0 en Lima. Para la temporada 2020, Tello fue asignado como capitán del equipo, llevando la cinta en una jornada memorable, el 5 de marzo de 2020, cuando Binacional enfrentó en la Copa Libertadores 2020 a São Paulo de Brasil, con victoria por 2-1 a favor del Poderoso.

## Clubes y estadísticas
Actualizado el 23 de octubre de 2021.
| América Cochahuayco · Perú | 2008             | 2ª               | 4   | 0  | —  | — | — | — | 4   | 0  |
| América Cochahuayco · Perú | 2009             | 2ª               | 6   | 0  | —  | — | — | — | 6   | 0  |
| América Cochahuayco · Perú | 2010             | 2ª               | 15  | 0  | —  | — | — | — | 15  | 0  |
| América Cochahuayco · Perú | Total club       | Total club       | 25  | 0  | 0  | 0 | 0 | 0 | 25  | 0  |
| Alianza Unicachi · Perú | 2011             | 2ª               | 19  | 1  | 6  | 1 | — | — | 25  | 2  |
| Alianza Unicachi · Perú | Total club       | Total club       | 19  | 1  | 6  | 1 | 0 | 0 | 25  | 2  |
| Atlético Minero · Perú | 2012             | 2ª               | 14  | 0  | —  | — | — | — | 14  | 0  |
| Atlético Minero · Perú | 2013             | 2ª               | 21  | 1  | —  | — | — | — | 21  | 0  |
| Atlético Minero · Perú | 2014             | 2ª               | 25  | 1  | —  | — | — | — | 25  | 0  |
| Atlético Minero · Perú | Total club       | Total club       | 60  | 2  | 0  | 0 | 0 | 0 | 60  | 2  |
| Deportivo Binacional · Perú | 2015             | 3ª               | 9   | 4  | —  | — | — | — | 9   | 4  |
| Deportivo Binacional · Perú | 2016             | 3ª               | 19  | 0  | —  | — | — | — | 19  | 0  |
| Deportivo Binacional · Perú | 2017             | 3ª               | 21  | 2  | —  | — | — | — | 21  | 2  |
| Deportivo Binacional · Perú | 2018             | 1ª               | 28  | 1  | —  | — | — | — | 28  | 1  |
| Deportivo Binacional · Perú | 2019             | 1ª               | 30  | 4  | 3  | 0 | 2 | 0 | 35  | 4  |
| Deportivo Binacional · Perú | 2020             | 1ª               | 23  | 2  | 1  | 0 | 5 | 0 | 29  | 2  |
| Deportivo Binacional · Perú | Total club       | Total club       | 130 | 13 | 4  | 0 | 7 | 0 | 141 | 13 |
| Alfonso Ugarte · Perú | 2015             | 3ª               | 4   | 1  | —  | — | — | — | 4   | 1  |
| Alfonso Ugarte · Perú | Total club       | Total club       | 4   | 1  | 0  | 0 | 0 | 0 | 4   | 1  |
| Cusco · Perú | 2021             | 1ª               | 19  | 0  | 2  | 0 | — | — | 21  | 0  |
| Cusco · Perú | Total club       | Total club       | 19  | 0  | 2  | 0 | 0 | 0 | 21  | 0  |
| Total en carrera | Total en carrera | Total en carrera | 257 | 17 | 12 | 1 | 7 | 0 | 276 | 18 |
| (1)No se tienen datos completos de su etapa en la segunda división 2008, ni las etapas distrital y provincial de la Copa Perú 2015 con Binacional. Se incluyen datos de su performance en la Copa Perú 2016 a partir de la tercera fase de la etapa provincial. (2)Incluye datos del Torneo Intermedio 2011, la Copa Bicentenario (2019 y 2021) y la Supercopa Peruana (2020). (3)Incluye datos de la Copa Sudamericana (2019) y la Copa Libertadores de América (2020). |                  |                  |     |    |    |   |   |   |     |    |

## Palmarés

### Campeonatos nacionales
- 1 Primera División del Perú: 2019
- 1 Copa Perú: 2017

### Torneos cortos
- 1 Torneo Apertura de la Primera División del Perú: 2019

### Torneos regionales
- 1 Liga Departamental de Arequipa: 2017
- 1 Liga Provincial de Arequipa: 2016
- 1 Liga Distrital de Paucarpata: 2016
- 1 Liga Provincial de Chucuito: 2015
- 1 Liga Distrital de Desaguadero: 2015
- 1 Subcampeonato Liga Departamental de Arequipa: 2016

### Distinciones individuales
- Once ideal de la Liga 1: 2019[5]